# Савченко, Глеб (танцор)
Глеб Савченко (16 сентября 1983 года, Москва) — российский танцор, хореограф и модель.

## Биография
Глеб родился 16 сентября 1983 года в Москве. Он начал танцевать в 8 лет.

## Личная жизнь
нет.
.

## «Танцы со звездами»

### Австралия
В 2012 году Глеб принял участие в двенадцатом сезоне «Танцев со звездами» в паре с моделью Эрин Макнаут. Они были первой парой, которая покинула проект.

### США
В 2013 году Глеб поучаствовал в 16 сезоне «Танцев со звездами» в паре с актрисой Лизой Вандерпамп. Они стали второй парой, выбывшей из конкурса.
Глеб вернулся на шоу 23-м сезоне. Он был партнером певицы и актрисы Яны Крамер. Вышли в финал и заняли четвёртое место.
В 24 сезоне Савченко был партнером певицы Эрики Джейн. Заняли 9-е место.
В 25 сезоне Савченко был партнером актрисы Саши Питерс. Они были четвёртой по счёту парой, выбывшей из соревнований.
В 26 сезоне Савченко был партнером баскетболистки Арике Огунбоуале. Они выбыли на второй неделе.
В 27 сезоне Савченко был в паре с комиком Никки Глейзер. Они были первой парой, которая выбыла из конкурса.
В 28 сезоне Савченко был в паре с певицей Лорен Элейной. Они вышли в финал и заняли там 4-е место.
В 29 сезоне Савченко паре с актрисой Кришелл Статус. Заняли 8-е место.

### Россия
В 2015 году Савченко принял приглашение выступить в девятом сезоне «Танцев со звёздами». Его партнером была фигуристка Аделина Сотникова. Они вышли в финал и заняли второе место, а также взяли приз зрительских симпатий.

### Великобритания
В 2015 году Савченко принял участие в тринадцатом сезоне шоу «Танцы со звездами». Он был партнером телеведущей Аниты Рани. Выбыли в полуфинале конкурса. Заняли пятое место.

## Другие шоу
В 2016 году Савченко принял участие в кулинарном шоу «Celebrity MasterChef».